# عقدة لحم (أكلة)
عقدة لحم تعدّ عقدة الدّجاج من الأطباق اليمنيّة الشعبيّة والمشهورة والتي تقدّم في بعض المناسبات، وتُسمّى بعقدة لأنّ الدّجاج يكون فيها على شكل عُقد بحيث يتمّ الإفراط في عمليّة استوائه، ولها بهارات خاصّة تتكوّن من الهيل، والقرفة، والكمّون، والفلفل. في هذا المقال سوف نتتناول طريقة تحضير طبق عقدة الدجاج اليمنيّ.

## مواضيع متعلقة
- حنيذ (طبق تقليدي من جنوب شبه الجزيرة العربية)
- مندي (طبق تقليدي من جنوب غرب آسيا (المنطقة العربية))
- زربيان